# Резолюция Совета Безопасности ООН 1031
Резолюция Совета Безопасности Организации Объединённых Наций 1031 (код — S/RES/1031), принятая 15 декабря 1995 года, сославшись на все предыдущие резолюции по конфликтам в бывшей Югославии, совет, действуя на основании главы VII Устава ООН, обсудил передачу полномочий от Сил ООН по защите (UNPROFOR) многонациональным Силам по осуществлению (IFOR).
Совет Безопасности все еще хотел решить конфликт в бывшей Югославии путем переговоров. 14 декабря 1995 года было подписано Общее соглашение, мирное соглашение для Боснии и Герцеговины, Хорватии и Союзной Республики Югославии (Сербии и Черногории). На конференции в Лондоне было принято решение о создании Совета по выполнению мирного соглашения и Руководящего совета.
Совет должен был следить за выполнением мирного соглашения. Приветствовался прогресс, достигнутый в признании государств-преемников бывшей Югославии. Эти страны также должны были соблюдать международное гуманитарное право и сотрудничать с Международным уголовным трибуналом по бывшей Югославии (МТБЮ) в соответствии с резолюцией 827 (1993). Приветствовалось решение Организации по безопасности и сотрудничеству в Европе (ОБСЕ) ввести в действие программу выборов в Боснии и Герцеговине. Совет также тепло воспринял приверженность сторон защите прав человека и права всех беженцев и перемещенных лиц на возвращение домой. Кроме того, было подчеркнуто создание условий для восстановления и развития Боснии и Герцеговины, а также для оказания международной помощи. Также между всеми сторонами было достигнуто соглашение относительно мер по контролю над вооружениями и стабильности.